# Bifizitizem
Bifizitizem je kristološki verski nauk, ki zagovarja prepričanje, da sta v Jezusu Kristusu dve naravi: Božja in človeška.